# Chusquea capituliflora
Chusquea capituliflora är en gräsart som beskrevs av Carl Bernhard von Trinius. Chusquea capituliflora ingår i släktet Chusquea och familjen gräs. Inga underarter finns listade i Catalogue of Life.